# Mental Theo

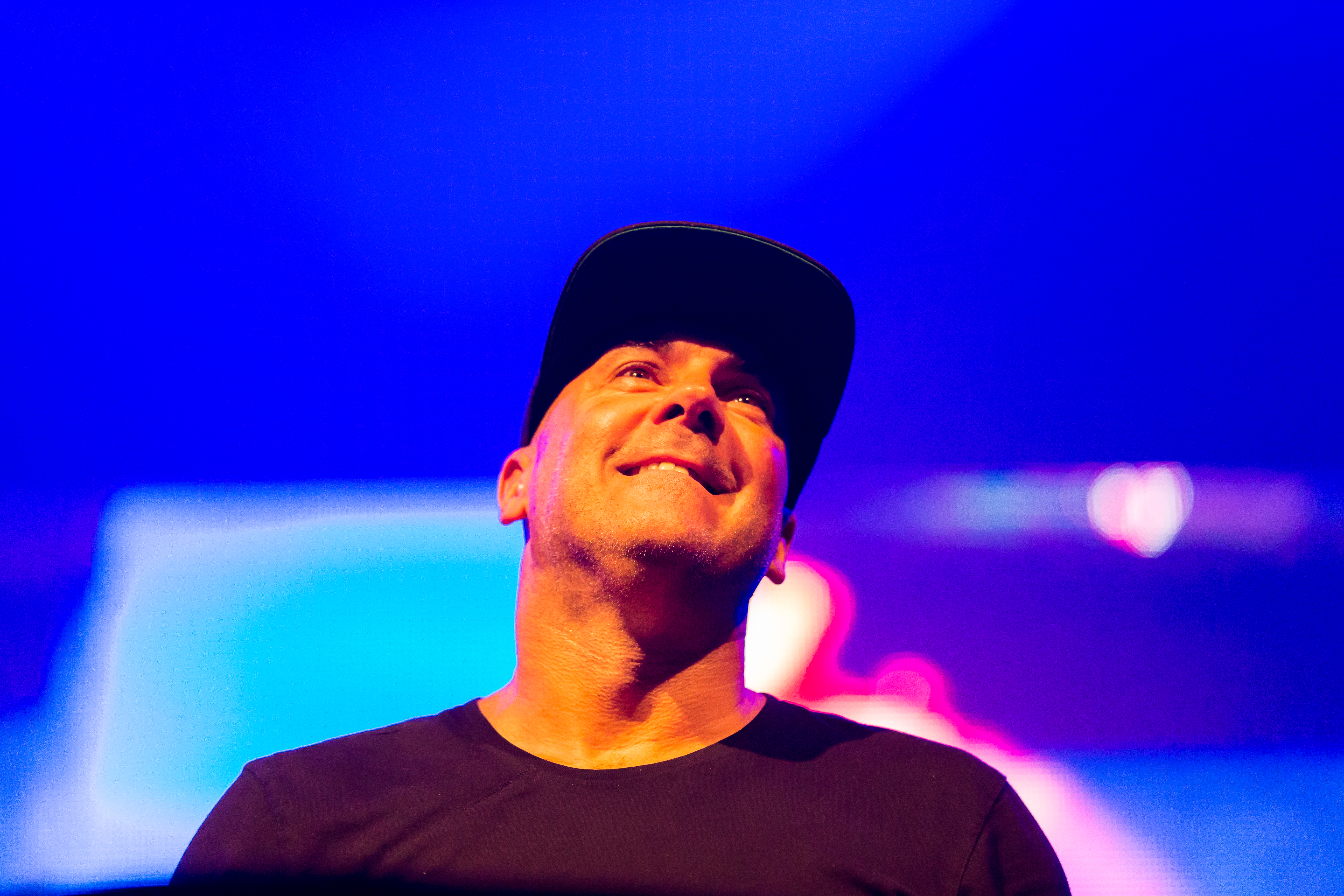
Mental Theo in Mannheim bei sunshine live "Die 90er - Live On Stage" (2015)

Mental Theo (* 14. Februar 1965 in ’s-Hertogenbosch; eigentlich Theo Nabuurs) ist ein niederländischer DJ und Produzent. Er ist Mitglied des Happy-Hardcore-Duos Charly Lownoise & Mental Theo.

## Karriere
Nabuurs hatte sich bereits als Disc Jockey (DJ) etabliert und trat an verschiedenen Großanlässen auf (unter anderem: Dance to Eden und Eurorave), als er 1991 in Utrecht auf Charly Lownoise alias Ramon Roelofs traf. Die beiden entschlossen sich zu einer Zusammenarbeit. Zusammen gingen sie erstmals unter dem Namen Speedcity auf Tour. Als „Charly Lownoise & Mental Theo“ veröffentlichten sie auf Roelofs' Label mehrere erfolgreiche Platten.
2001 löste sich das Duo auf, und beide gingen wieder getrennte Wege. Ende Januar 2005 erschien ein Best-of-Album von Charly Lownoise & Mental Theo mit dem Titel Thank You Ravers.
Am 2. Oktober 2007 trat er erstmals wieder gemeinsam mit Charly Lownoise in Schwerin auf. Im Jahr darauf hatte er einen Nummer-eins-Hit in Großbritannien als Gast von Basshunter auf dessen Single Now You're Gone.
Am 13. Juni 2009 spielte er zusammen mit Charly Lownoise bei der Defqon.1 auf dem Grey Floor (Oldstyle + Early Rave) und am 1. August 2009 spielten sie zusammen bei der Nature One auf dem Classic Terminal. Bei der Defqon.1 2010 spielte er zusammen mit Charly Lownoise in der Red Arena (Main Stage) Happy Hardcore – Hardcore.
Nabuurs moderiert derzeit die Sendung The Creepshow beim niederländischen Radiosender Slam!.

## Diskografie
- Für Veröffentlichungen als Teil von Charly Lownoise & Mental Theo siehe hier.

### Singles
| Jahr | Titel Album | Höchstplatzierung, Gesamtwochen, AuszeichnungChartplatzierungen (Jahr, Titel, Album, Platzierungen, Wochen, Auszeichnungen, Anmerkungen) | Höchstplatzierung, Gesamtwochen, AuszeichnungChartplatzierungen (Jahr, Titel, Album, Platzierungen, Wochen, Auszeichnungen, Anmerkungen) | Höchstplatzierung, Gesamtwochen, AuszeichnungChartplatzierungen (Jahr, Titel, Album, Platzierungen, Wochen, Auszeichnungen, Anmerkungen) | Anmerkungen |
| Jahr | Titel Album | DE | UK | NL | Anmerkungen |
| ---- | ----------- | --- | --- | --- | ----------- |
| 2002 | Stars 2002  | DE44 (5 Wo.)DE | — | NL49 (6 Wo.)NL |             |
| 2002 | Revolution  | DE71 (3 Wo.)DE | — | NL57 (4 Wo.)NL |             |

### Gastbeiträge
| Jahr | Titel Album     | Höchstplatzierung, Gesamtwochen, AuszeichnungChartplatzierungen (Jahr, Titel, Album, Platzierungen, Wochen, Auszeichnungen, Anmerkungen) | Höchstplatzierung, Gesamtwochen, AuszeichnungChartplatzierungen (Jahr, Titel, Album, Platzierungen, Wochen, Auszeichnungen, Anmerkungen) | Höchstplatzierung, Gesamtwochen, AuszeichnungChartplatzierungen (Jahr, Titel, Album, Platzierungen, Wochen, Auszeichnungen, Anmerkungen) | Höchstplatzierung, Gesamtwochen, AuszeichnungChartplatzierungen (Jahr, Titel, Album, Platzierungen, Wochen, Auszeichnungen, Anmerkungen) | Höchstplatzierung, Gesamtwochen, AuszeichnungChartplatzierungen (Jahr, Titel, Album, Platzierungen, Wochen, Auszeichnungen, Anmerkungen) | Anmerkungen                                 |
| Jahr | Titel Album     | DE | AT | CH | UK | NL | Anmerkungen                                 |
| ---- | --------------- | --- | --- | --- | --- | --- | ------------------------------------------- |
| 2007 | Now You’re Gone | DE18 (11 Wo.)DE | AT14 (23 Wo.)AT | CH29 (24 Wo.)CH | UK1 Platin · (40 Wo.)UK | — | Basshunter feat. DJ Mental Theo’s Bazzheadz |